# Duljina uzlaznog čvora
Duljina (longituda) uzlaznog čvora je jedan od orbitalnih elemenata koji opisuju orbitu nebeskog tijela. Predstavlja kut koji tvore referentni pravac i pravac uzlaznog čvora, odnosno kutna udaljenost uzlaznog čvora od proljetne točke. Označavamo ju slovom Ω. 
Ekliptičkom duljinom uzlaznog čvora određujemo položaj uzlaznog čvora.
Referentna ravnina kod orbite oko Zemlje jest ravnina Zemljinog polutnika (ekvatora), a referentni pravac jest pravac proljetne točke.